# 波号第百六潜水艦
波号第百六潜水艦（はごうだいひゃくろくせんすいかん、旧字体：波號第百六潛水艦）は、日本海軍の潜水艦。波百一型潜水艦の6番艦。太平洋戦争を生き延び、戦後海没処分された。

## 艦歴
マル戦計画の輸送潜水艦小型、第4601号艦型の6番艦、仮称艦名第4606号艦として計画。1944年7月1日、三菱重工業神戸造船所で建造番号750番船として仮称艦名第4604号艦と同時に起工。8月25日、波号第百六潜水艦と命名されて波百一型潜水艦の6番艦に定められ、本籍を呉鎮守府と仮定。10月21日、艤装員事務所を三菱神戸造船所内に設置し事務を開始。30日、進水。
12月15日竣工し、艤装員事務所を撤去。本籍を呉鎮守府に定められ、第六艦隊第十一潜水戦隊に編入。同日、伊予灘へ向け神戸発。17日から伊予灘で訓練に従事。30日、海上護衛総司令部作戦指揮下に編入され、軍隊区分海上護衛総司令部部隊に配置。
1945年3月5日、軍隊区分第一機動基地航空部隊指揮下に編入。9日、第二次丹作戦支援のため鹿児島を出撃し、南大東島へ向かう。南大東島へ向け航行中の10日、呉潜水戦隊第三十三潜水隊に編入。11日南大東島に到着し、南大東島沖で不時着機搭乗員の収容任務に従事。12日、アメリカ軍機の爆撃を受けるが被害なし。14日、鹿児島に帰投。16日、呉へ回航。17日、第一機動基地航空部隊指揮を解かれる。21日、呉着。呉に到着後は電波探知機の設置など戦備作業を実施。
4月1日、広島湾で測探儀試験を実施。19日、呉海軍工廠第二船渠に入渠し、潜舵の面積拡大やバラスト積載など訓令諸工事を実施。以後、第三十三潜水隊で訓練に従事。
終戦時は呉に所在。11月30日、海軍省の廃止に伴い除籍。
1946年4月1日、五島列島キナイ島沖でアメリカ海軍により海没処分された。

## 潜水艦長
艤装員長
1. 岡北明正 大尉：1944年11月6日 - 1944年12月15日

潜水艦長
1. 岡北明正 大尉：1944年12月15日 - 1945年4月20日
2. 立山喬 大尉：1945年4月20日 - 1945年11月29日